# Dremomys everetti
Dremomys everetti es una especie de roedor de la familia Sciuridae. Se encuentran en Indonesia y Malasia.